# نوكيا
شركة نوكيا (بالفنلندية: Nokia Oyj) هي شركة اتصالات وتكنولوجيا معلومات فنلندية متعددة الجنسيات مقرها في إسبو، فنلندا. منتجها الرئيسي هو الهواتف النقالة. تقدم الشركة أيضا خدمات الإنترنت ومنها التطبيقات، الموسيقى، الوسائط الرقمية والرسائل. تقدم نوكيا خدمات الخرائط الرقمية والملاحة المجانية من خلال شركتها الفرعية المملوكة بالكامل، نافتك، وخدمات ومعدات شبكات الإتصال لمزودي الخدمة من خلال شبكات وحلول نوكيا.
لدى نوكيا 97,798 موظف في 120 دولة، ومبيعات في أكثر من 150 دولة، وعوائد سنوية تبلغ حوالي 30 مليار يورو. نوكيا هي ثاني أكبر مصنع للهواتف النقالة بعدد الوحدات المباعة بعد سامسونج بحصة 22.5% من السوق في الربع الأول من 2012. نوكيا هي شركة عمومية محدودة مدرجة في بورصة هيليسينكي وبورصة نيويورك. وهي الشركة 143 قياسا بأرباح 2011 حسب تصنيف شركات فورتون العالمية ال500.
كانت نوكيا أكبر بائع للهواتف النقالة من 1998 حتى 2012. لكن حصتها من السوق عانت خلال السنوات الخمس الماضية[متى؟] من التراجع نتيجة لتزايد استخدام الهواتف الذكية من باعة آخرين (آيفون من أبل والأجهزة التي تعمل بنظام أندرويد من غوغل بشكل رئيسي). منذ فبراير 2011 أصبحت لنوكيا شراكة إستراتيجية مع مايكروسوفت. كجزء من هذه الشراكة ستتضمن جميع أجهزة نوكيا الذكية نظام التشغيل ويندوز فون (مستبدلة سيمبيان). ثم بيعت بعد ذلك لأكثر من شركة وقامت بإنتاج هواتف ذكية تعمل بنظام التشغيل أندرويد.كانت نوكيا أكبر بائع للهواتف النقالة من 1998 حتى 2012. لكن حصتها من السوق عانت خلال السنوات الخمس الماضية[متى؟] من التراجع نتيجة لتزايد استخدام الهواتف الذكية من باعة آخرين (آيفون من أبل والأجهزة التي تعمل بنظام أندرويد من غوغل بشكل رئيسي). منذ فبراير 2011 أصبحت لنوكيا شراكة إستراتيجية مع مايكروسوفت. كجزء من هذه الشراكة ستتضمن جميع أجهزة نوكيا الذكية نظام التشغيل ويندوز فون (مستبدلة سيمبيان). ثم بيعت بعد ذلك لأكثر من شركة وقامت بإنتاج هواتف ذكية تعمل بنظام التشغيل أندرويد.

## تاريخ

### 1865حتى1967
|                |  |             |
| فريدريك إدستام |  | ليو ميشيلين |

تكونت نوكيا قبل أن تصبح بهيأتها الحالية من شركة نوكيا، شركة الصناعات المطاطية الفنلندية المحدودة وشركة صناعة الكابلات الفنلندية المحدودة.
بدء تاريخ نوكيا في 1865 عندما أسس مهندس التعدين فريدريك إيدستام مطحنة للب الأشجار على ضفاف منحدرات نهر تامركوسكي في بلده تامبري، بجنوب غرب فنلندا، حيث بدأ بتصنيع الورق. في 1868 بنى إدستام مطحنة ثانية قرب بلدة نوكيا، 15 كيلومترا غرب تامبري على نهر نوكيانفيرتا لوفرة الطاقة الكهرومائية. في 1871 قام إدستام، بمساعدة صديقه المقرب ليو ميشيلين بإعادة تسمية الشركة وتحويلها إلى شركة مساهمة، منشئين بذلك شركة نوكيا، الاسم الذي لا تزال تعرف به الشركة حتى الآن.
مع نهاية القرن التاسع عشر أراد ميشيلين التوسع بدخوله مجال الكهرباء لكنه قوبل بالرفض من إدستام. مع ذلك، سمح تقاعد إدستام من إدارة الشركة في 1896 لميشيلين أن يصبح رئيس مجلس الإدارة (من 1898 حتى 1914)، فقام بإقناع معظم مساهمي الشركة بخططه، محققا رؤيته. في 1902 أضافت نوكيا توليد الكهرباء لأنشطتها التجارية.

#### التكتل الصناعي
في 1898 أسس إدوارد بولون الشركة الفنلندية للصناعات المطاطية، التي أصبحت لاحقا قسم الصناعات المطاطية في نوكيا. في بدايات القرن العشرين قامت الشركة الفنلندية للصناعات المطاطية بتأسيس مصانعها قرب بلدة نوكيا وبدأت العمل تحت العلامة نوكيا.
في 1912 أسس ارفيد ويكستروم الشركة الفنلندية لصناعة الكابلات التي قامت بصناعة كابلات الهاتف والتليغراف والكابلات الكهربائية، والأساس لقسم الكابلات والإلكترونيات في نوكيا.
في نهايات عقد 1910، بفترة قصيرة بعد الحرب العالمية الأولى، كانت شركة نوكيا على وشك الإفلاس. قامت الشركة الفنلندية للصناعات المطاطية بشراء شركة نوكيا لضمان استمرار إمدادات الكهرباء من مولداتها. في عام 1922 قامت الشركة الفنلندية للصناعات المطاطية بشراء الشركة الفنلندية لصناعة الكابلات.
في عام 1967 دمجت الشركات الثلاث التي كانت مملوكة بشكل مشترك منذ عام 1922، لتشكيل تكتل صناعي جديد سمي شركة نوكيا. مهد ذلك الطريق لمستقبل نوكيا كشركة عالمية. عملت الشركة الجديدة في العديد من الصناعات، منتجة في الوقت نفسه أو في أوقات مختلفة المنتجات الورقية، إطارات السيارات والدراجات الهوائية، الأحذية (بما في ذلك الأحذية المطاطية)، كابلات الاتصالات، أجهزة التلفاز وغيرها من الإلكترونيات الاستهلاكية، الكمبيوترات الشخصية، الآت التوليد الكهربائية، المواسعات، الاتصالات والمعدات العسكرية، البلاستيك، الألمنيوم والمنتجات الكيماوية.

### 1967 حتى 2000
ابتدأ الشكل الحالي لنوكيا بإنشاء وحدة الإلكترونيات في قسم الكابلات في 1960، وبإنتاج جهازها الإكتروني الأول؛ محلل نبضات للاستخدام في محطات الطاقة النووية. فصلت تلك الوحدة أثناء اندماج عام 1967 لتكوين قسم مستقل. قام القسم الجديد بتصنيع معدات الاتصالات.

#### معدات الاتصالات
في سبعينات القرن الماضي، أصبحت نوكيا أكثر انخراطا في صناعة الاتصالات من خلال تطوير نوكيا دي إكس 200، محول رقمي لمقاسم الهاتف. أصبح دي إكس 200 العمود الفقري لقسم معدات الاتصالات والشبكات. معماريته المرنة والوحدوية مكنته من أن يطور إلى منتجات تحويل مختلفة. في 1984، بدأت نوكيا بتطوير نسخة من المقسم لشبكة الإتصالات المتنقلة الشمالية، أول نظام تلقائي بالكامل للهواتف الخلوية.

#### المشاركة في تطوير جي إس إم
كانت نوكيا أحد المطورين الرئيسيين لجي إس إم، الجيل الثاني من تكنولوجيا الهاتف النقال الذي يمكن ان يحمل البيانات بالإضافة إلى الاتصالات الصوتية. قدمت الإتصالات المتنقلة الشمالية خبرات قيمة لنوكيا لمشاركتها الوثيقة في تطوير جي إس إم، الذي اعتمد في 1987 كالمعيار الأوروبي الجديد للتكنولوجيا الرقمية المتنقلة.
سلمت نوكيا شبكتها الأولى بنظام جي إس إم للمشغل الفنلندي Radiolinja في 1989. جرت أول مكالمة جي إس إم تجارية في العالم في 1 يوليو 1991 في هلسنكي، فنلندا، عبر شبكة وفرتها نوكيا من قبل هاري هولكيري، رئيس وزراء فنلندا آنذاك، باستخدام نموذج هاتف جي إس إم أولي من نوكيا. أطلق أول هاتف جي إس إم، نوكيا 1011، في 1992.< يشير الرقم إلى تاريخ إطلاق الهاتف في 10 نوفمبر.
المكالمات الصوتية عالية الجودة لجي إس إم، التجوال الدولي السهل ودعم خدمات جديدة مثل الرسائل النصية (SMS) وضع الأسس لازدهار عالمي في استخدام الهاتف المحمول. سيطر جي إس إم على عالم الهواتف النقالة، بما يمثل حوالي ثلاثة مليار مشترك في الهاتف المحمول في العالم، مع أكثر من 700 مشغل خدمة عبر 218 بلدا وإقليما في منتصف عام 2008.

#### الحواسيب الشخصية والمعدات المعلوماتية
في ثمانينات القرن الماضي، أنتج بيانات نوكيا، قسم الكمبيوتر الخاص بنوكيا، سلسلة من أجهزة الكمبيوتر الشخصية سميت مايكروميكو. سلسلة مايكروميكو كانت محاولة من بيانات نوكيا لدخول سوق حواسيب الأعمال. أطلق الجهاز الأول في السلسلة، مايكروميكو 1، في 29 سبتمبر 1981، في نفس وقت إطلاق حاسوب آي بي إم الشخصي تقريبا. بيع قسم الحواسيب الشخصية إلى ICL البريطانية في 1991، التي أصبحت لاحقا جزءا من فوجيتسو. قامت فوجيتسو بنقل عمليات تصنيع الحواسيب الشخصية إلى فوجيتسو سيمينز كومبيوترز، مغلقة بذلك مصنعها الوحيد في إسبو في نهاية مارس 2000 ومنهية عمليات تصنيع الحواسيب الشخصية بشكل واسع في فنلندا.
كانت نوكيا معروفة أيضا بتصنيع شاشات عرض عالية الجودة بتقنيات CRT وTFT LCD للحواسيب الشخصية وتطبيقات الأنظمة الكبيرة. بيع الجزء المسؤول عن شاشات العرض إلى فيوسونيك عام 2000. بالإضافة إلى الحواسيب وشاشات العرض، قامت نوكيا بتصنيع صناديق الاستقبال الرقمية وDSL modems.
أعادت نوكيا الدخول إلى سوق الحواسيب الشخصية في أغسطس 2009 بالكشف عن الكومبيوتر المحمول المصغر، نوكيا بوكليت ثري جي.

### 2000 حتى الآن

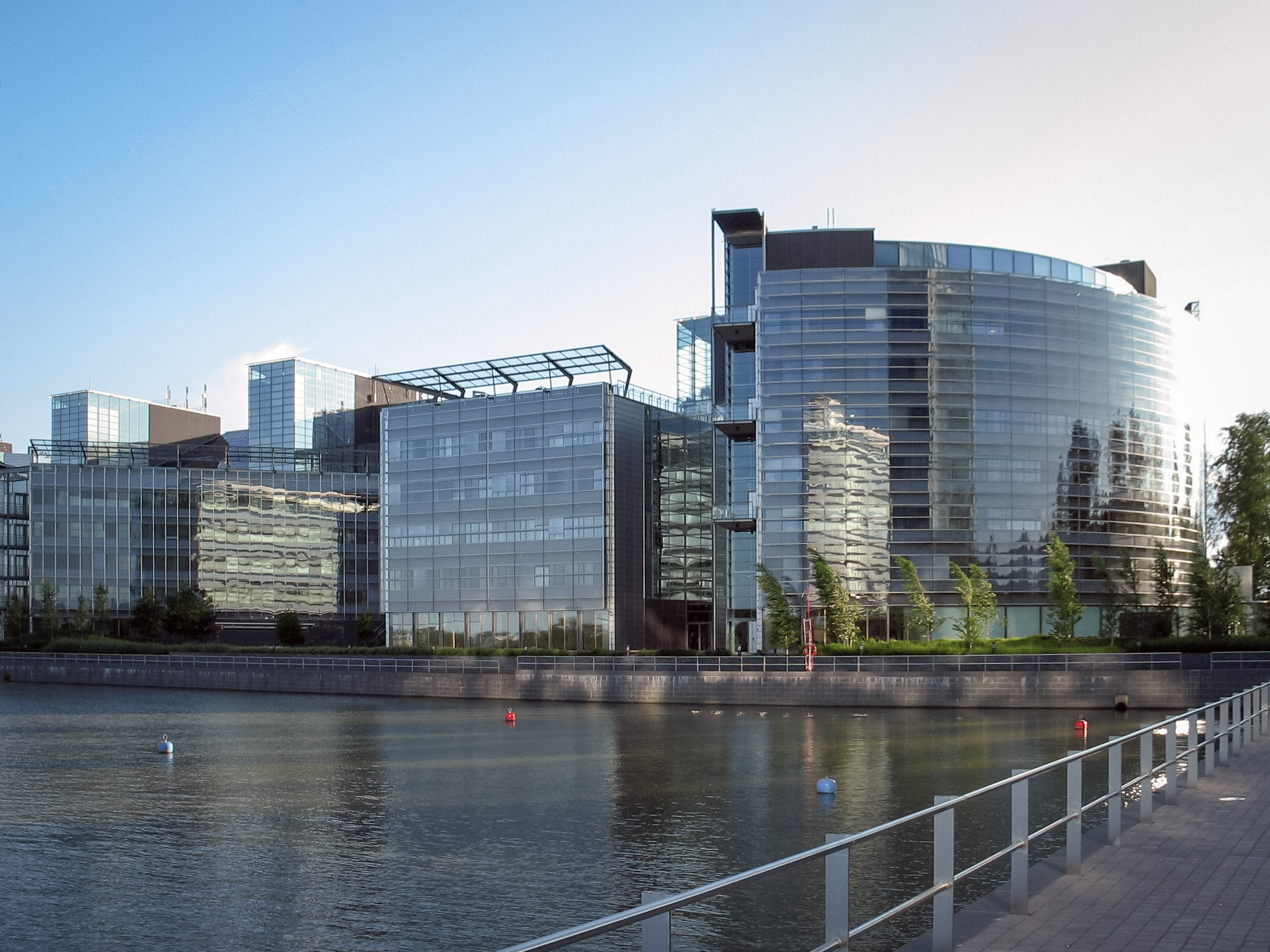
منزل نوكيا هو مقر نوكيا الرئيسي. يقع على خليج فنلندا في كيلانيمي، إسبو. شيد بين عامي 1995 و1997. هو مكان عمل أكثر من 1,000 من موظفي نوكيا

2013 قامت شركة ميكروسوفت بشراء جميع اسهم شركة نوكيا لغاية نهاية عام 2016 إلى أن إشترتها شركة HMD الفنلندية معيدة إطلاق الهواتف الذكية بنظام الأندرويد حيث يعتبر هاتف Nokia 6 هو أول هاتف تطلقه الشركة في شهر يناير من عام 2017 لتعلن بعدها الشركة عن كل من هواتف Nokia 5 و Nokia 3 و Nokia 3310 2017 في معرض MWC 2017 ثم أطلقت لاحقا كل من هواتف Nokia 8 ثم Nokia 7 وأخيرا Nokia 2 بنهاية 2017
إحصائيات مبيعات الهواتف لعام 2017 جائت ممتازة للشركة التي تمكنت من التفوق على جوجل وسوني وأتش تي سي وون بلس في المبيعات.

## عمليات الشركة

### الأجهزة والخدمات
القسم المسؤول عن تطوير الهواتف والأجهزة الذكية. بالإضافة إلى هواتف نوكيا ذات الأسعار معقولة. القسم مسؤول أيضا عن خدمات الإنترنت (التي كانت تعمل سابقا تحت العلامة أوفي) وتتضمن مزامنة البيانات، الموسيقى، الرسائل ومتجر نوكيا للتطبيقات.

### شبكات وحلول نوكيا
شبكات وحلول نوكيا (بالإنجليزية: Nokia Solutions and Networks)‏، المعروفة سابقا بنوكيا سيمنز نتوركس، هي شركة معدات اتصالات وشبكات بيانات متعددة الجنسيات مقرها في إسبو، فنلندا. كانت الشركة مشروعا مشتركا بين نوكيا (50.1%) وسيمنز (49.9%)، وأصبحت شركة تابعة مملوكة بالكامل لنوكيا بعد شراء حصة سيمنز في أغسطس 2013. الشركة هي ثالث أكبر مصنع لمعدات الاتصالات بعد إريكسون وهواوي. لدى شبكات وحلول نوكيا عمليات في حوالي 150 دولة.
تكونت نوكيا سيمنز نتوركس في 19 يونيو 2006، عند إعلان نوكيا وسيمنز دمج أقسام معدات الاتصالات الخلوية والثابتة الخاصة بكل منهما.
أطلقت العلامة التجارية نوكيا سيمنز نتوركس بعد ذلك في المؤتمر العالمي 3GSM في برشلونة في فبراير 2007.
توفر شبكات وحلول نوكيا بنى تحتية للشبكات السلكية واللاسلكية، منصات خدمية للاتصالات والشبكات بالإضافة إلى الخدمات المهنية للمشغلين ومزودي الخدمة.

## سجل بيئي
تؤثر المنتجات الإلكترونية مثل الهواتف المحمولة على البيئة أثناء إنتاجها وبعد انتهاء عمرها والتخلص منها وتحولها إلى نفايات إلكترونية. نوكيا مدرجة في دليل جرين بيس إلى إلكترونيات أكثر خضرة الذي يصنف مصنعي الإلكترونيات الرائدين وفقا لسياساتهم حول الاستدامة، المناخ والطاقة. في نوفمبر 2011 صنفت نوكيا في المرتبة الثالثة من 15 شركة إلكترونيات مدرجة، متراجعة مرتبتين بعد الحفاظ على المرتبة الأولى منذ سبتمبر 2008 وتسجيلها 4.9\10. في نوفمبر 2012 صنفت نوكيا في المرتبة الثالثة لتسجيلها 5.4\10.
جميع هواتف نوكيا النقالة خالية من البولي فينيل كلورايد (PVC) السام منذ نهاية 2005، وجميع موديلات الهواتف المحمولة وملحقاتها التي أطلقت منذ 2010 خالية من المركبات المبرومة، مثبطات اللهب المعالجة بالكلور وثالث أكسيد الأنتيمون.
شواحن نوكيا الحالية تطابق متطلبات نجمة الطاقة. أربعة من شواحن نوكيا مصنفة بخمس نجمات وثلاثة مصنفة بأربعة نجمات. بين عامي 2000 و2009 خفضت نوكيا معدل استهلاك طاقة عدم التحميل في شواحنها بأكثر من 80٪، وفي أفضل أجهزة الشحن بأكثر من 95٪.
برنامج نوكيا التطوعي لإعادة تدوير الهواتف النقالة موجود في 100 دولة تقريبا حول العالم، بواقع 6000 نقطة إعادة تدوير.
قدمت نوكيا منذ 2001 بيانات بيئية لجميع منتجاتها. توفر نوكيا منذ يونيو 2010 ملفات بيئية تحوي تقديرات للآثار البيئية لجميع منتجاتها الجديدة.

## وصلات خارجية
- الموقع الرسمي
- شبكات وحلول نوكيا